# Río Trabancos
El río Trabancos es un río transitorio, afluente del río Duero (Cuenca del Duero, subdivisión del Bajo Duero) por el sur, que discurre entre el río Zapardiel y el Guareña. Nace en La Moraña (comarca del norte de la provincia de Ávila), cerca de la localidad de Herreros de Suso, a unos 1100 metros de altura, tiene unos 85 km de longitud y, aunque su cauce es estable, solamente lleva un caudal reseñable cuando se producen lluvias torrenciales. Las localidades más destacadas por las que pasa son Rasueros y Horcajo de las Torres, en la provincia de Ávila; junto con Fresno el Viejo y Castrejón en la provincia de Valladolid. Su principal afluente es el río Regamón.

## Geomorfología
Desde su nacimiento, en la provincia de Ávila, hasta su desembocadura en la vallisoletana población de Pollos, su curso se ve intensamente condicionado por una falla del Terciario —edad probable Pre-Pontiniense— que, como la mayoría de las fallas de esta época observadas en la zona, sigue una dirección NNE-SSW. Esta falla separa materiales de edad oligocenos, en la margen derecha, y miocenos, en la margen izquierda. Sobre ellos se han depositado diferentes materiales del Cuaternario.
Los estudios de campo en la zona del Trabancos entre las localidades de Castrejón y Pollos (provincia de Valladolid), contrastados con la bibliografía y cartografía existente dan como resultado la identificación de tres o cuatro niveles de terrazas fluviales: la denominada TT-1, la más antigua, a +35/40 metros sobre el cauce del arroyo; la segunda es la TT-2, aproximadamente a +25/30 metros; TT-3 a unos +15 metros y TT-4 a unos + 10 metros.
Por otra parte, en el curso medio final del Trabancos se ha identificado un glacis, posiblemente Cuaternario, que el autor Alfredo Pérez-González denomina «superficie de Alaejos», cuya cobertera es variada: suelos rojos argílicos, coluviones de cantos de cuarzo y cuarcita, etc.
Las terrazas fluviales del Trabancos únicamente se han detectado en la margen izquierda del río, sobre el Mioceno, debido a que el fuerte desnivel de la margen opuesta, por la gran potencia erosiva ocasionada, impide su génesis o, al menos, su conservación.
De las terrazas anteriormente citadas, la que se ha denominado TT-4 solamente es visible a la altura de Narros del Castillo (Ávila). La terraza TT-3, en cambio, es la mejor conservada; aunque, ciertamente, su altura sobre el cauce del arroyo no es constante, resalta claramente sobre la llanura de inundación. También la denominada terraza TT-2 se conserva bastante bien, aunque está mucho más cortada por otros arroyos afluentes de, Trabancos. Por su parte, de la terraza TT-1 apenas si se conservan algunos retazos al sur del término municipal de Alaejos (Valladolid), siendo muy difícil de diferenciar del suelo coluvionar que cubre la "Superficie de Alaejos". Entrados ya en las tierras del municipio de Pollos, el arroyo deja de formar terrazas, para cortar transversalmente las del río Duero, bajando bastante encajado (entre 40 y 60 metros).

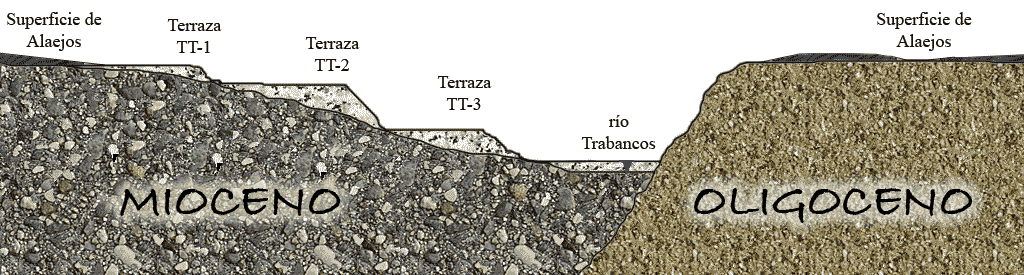
Corte geomorfológico del Trabancos, mostrando la posible falla que afecta al curso medio y final del río.

La terraza TT-3 es muy abundante en cantos de cuarcita, debido, probablemente, a que el Trabancos seccionó materiales miocenos, formados por una potente masa de conglomerados muy compactos, con cemento calcáreo y silíceo, que aflora en los taludes que separan la terraza del cauce del río. También la terraza TT-2 es rica en cuarcita al noroeste del municipio del Siete Iglesias de Trabancos pero, en esta ocasión, se debe a que la inclinación del terreno favorece la creación de un glacis a partir de las terrazas del Duero, de modo que la cuarcita de estas se deposita sobre la superficie fluvial fósil del Trabancos.
Teniendo en cuenta este último dato, que las terrazas del Trabancos cortan algunas de las terrazas del Duero, cabe concluir que son posteriores. Así, la "superficie de Alaejos "se encaja de 4 a 6 metros en la terraza del Duero TD-7 (+74/80 m), al NO de Siete Iglesias de Trabancos" (Pérez-González, op. cit. pág 733 y cuadro 3); también la terraza del Trabancos TT-2 corta las terrazas del Duero y, dado que el citado depósito cuaternario del Duero (TD-7), ha sido datada por Alfredo Pérez-González (op.cit.) en el inicio del Pleistoceno Medio, y que las terrazas del Trabancos son posteriores a la "Superficie de Alaejos", es plausible tomar esta fecha como orientación pos-quem, para datar la formación del valle fluvial que nos ocupa: la fecha propuesta sería, pues, mediados del Pleistoceno Medio, en adelante.

## Reseña histórica sobre el Trabancos
Este insignificante curso de agua tiene una escasa o nula importancia hidrográfica, pero, al menos hasta el siglo XIII, tiene un papel no desdeñable en la historia de la Meseta Norte española.

### La prehistoria
Se conocen restos desde la prehistoria, concretamente desde el Paleolítico Inferior en las terrazas cuaternarias de las comarcas de Narros del Castillo (Ávila) y de Siete Iglesias de Trabancos (Valladolid).
En ambas zonas se han recogido, en superficie, materiales líticos propios del Achelense: núcleos de extracciones centrípetas y desorganizadas, lascas Levallois y lascas Kombewa, cantos tallados, bifaces.

Industria lítica de edad Achelense procedente de las terrazas cuaternarias del Trabancos
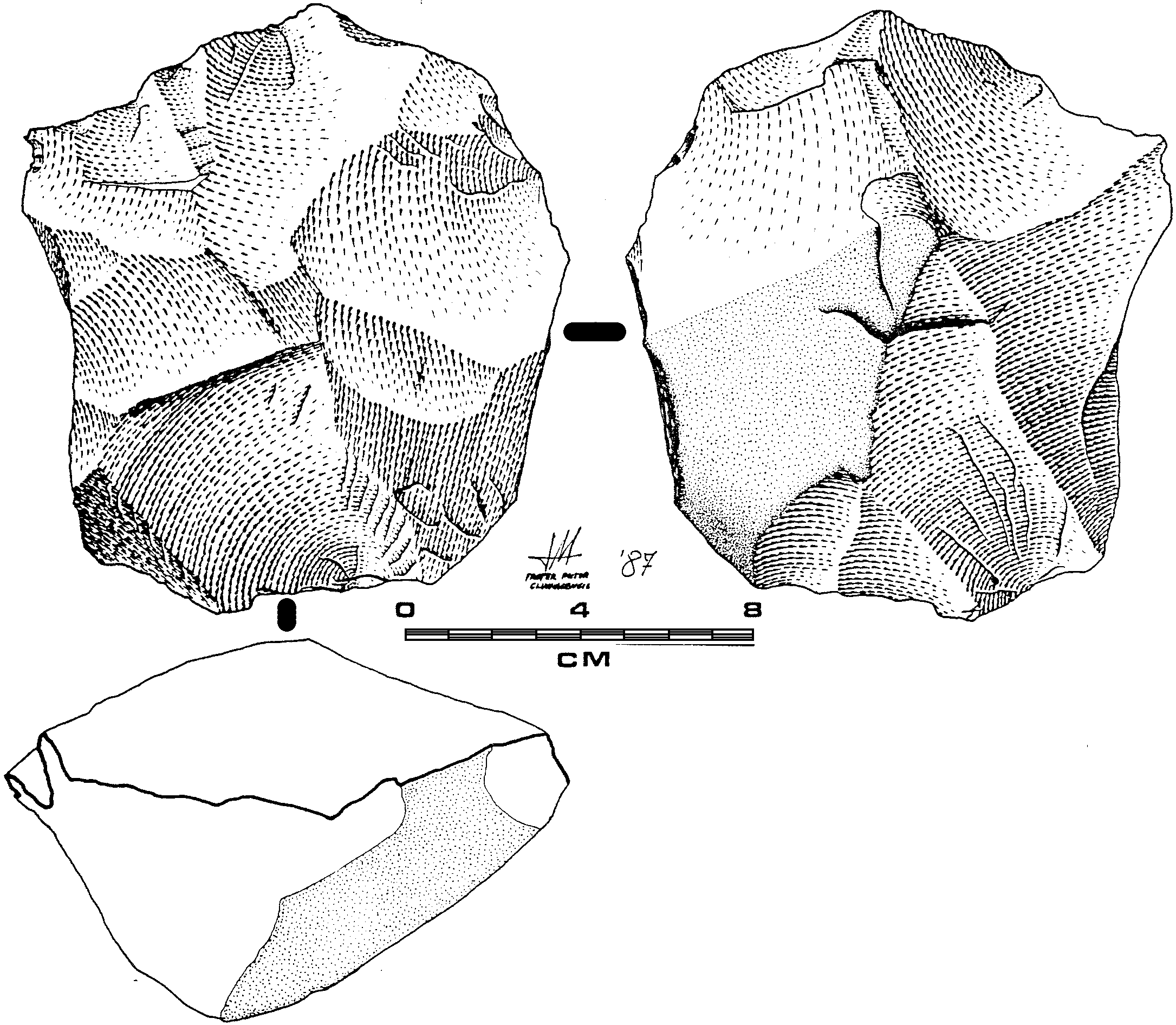
Núcleo centrípeto
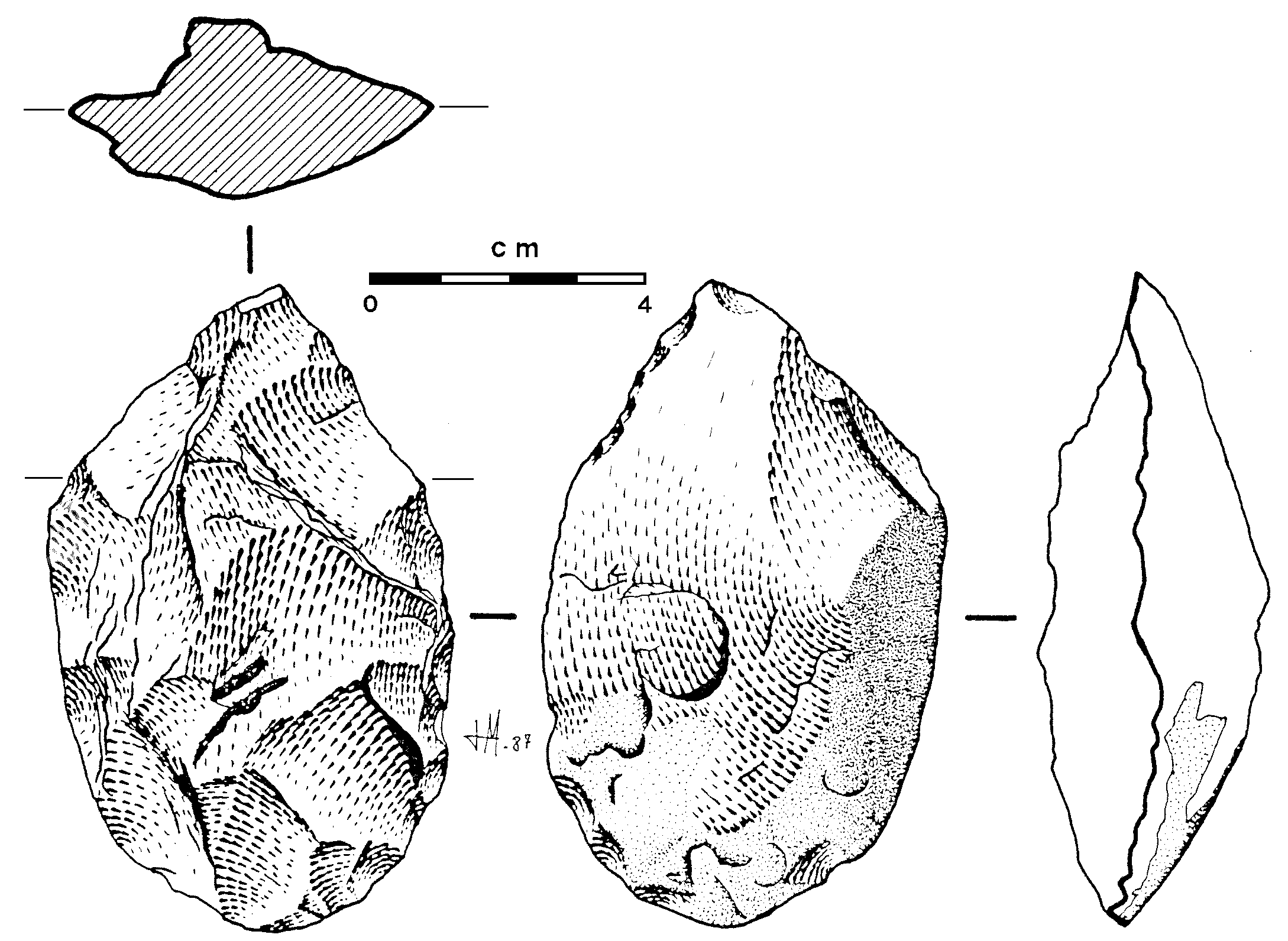
Bifaz sobre lasca
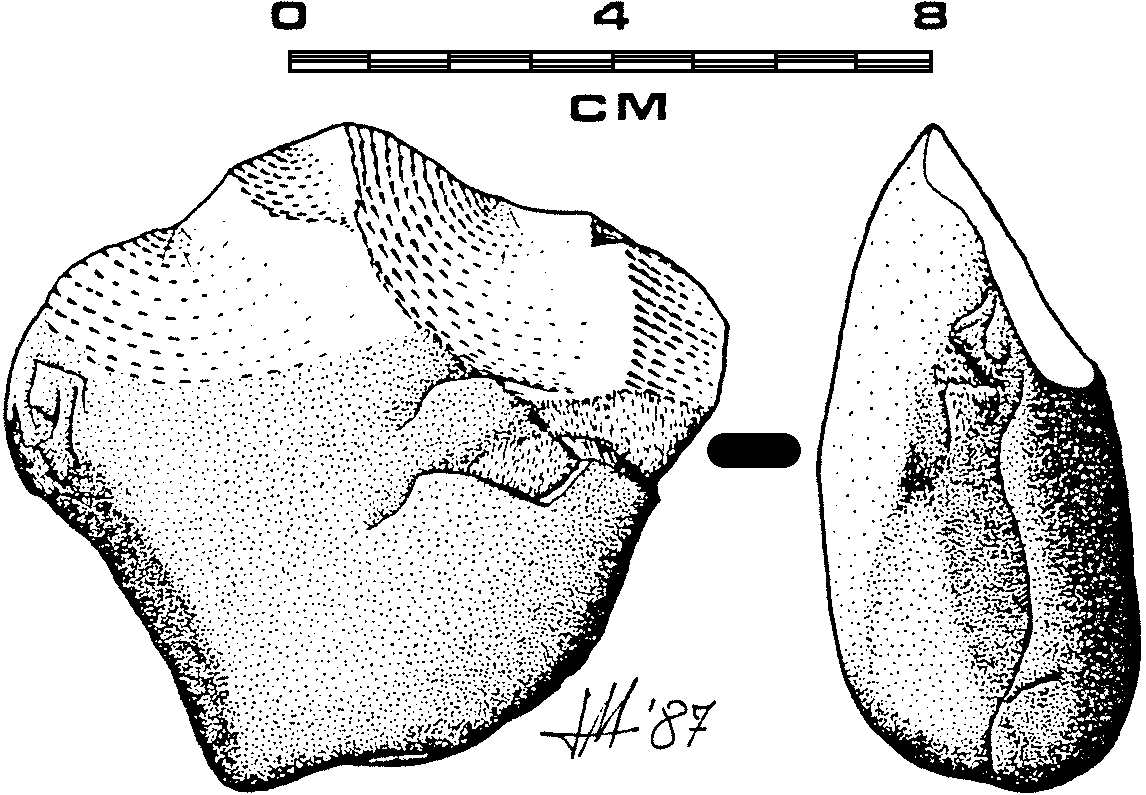
Canto tallado monofacial
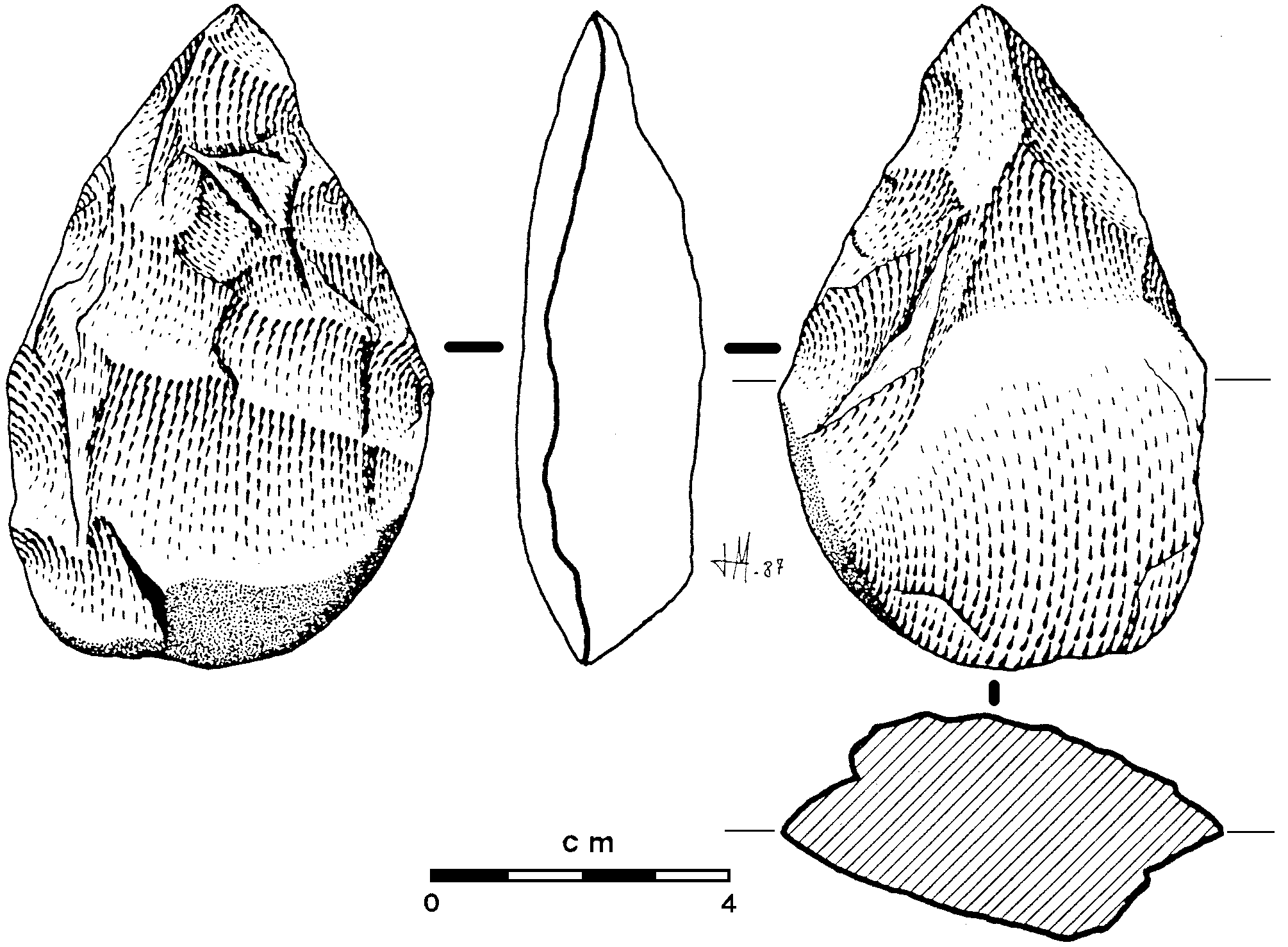
Otro bifaz sobre lasca

Hasta la época tardorromana no encontramos más noticias arqueológicas seguras: a menudo se atribuye este vacío al tipo de terreno y a la dureza del clima en la zona estrictamente pertenecientes al valle del Trabancos; tal vez esta debió ser una zona de nadie entre vaceos y vetones, una zona fronteriza, cual parece ser la vocación de este humilde río.
Tan solamente en Siete Iglesias de Trabancos han aparecido restos muy escasos y ambiguos que recuerdan a la «cerámica a peine» de la Edad del Hierro. No hay más hallazgos prehistóricos... No está en la cuenca del Trabancos, pero podemos complementar los datos con la noticia (por excavaciones de urgencia) de una serie de inhumaciones de la Edad del Bronce en Alaejos (Valladolid). Sin embargo, en los alrededores de la desembocadura del río, más bien en relación con el Duero, concretamente en el municipio de Pollos, hay numerosos restos dispersos y de superficie datables en la segunda edad de Bronce, la llamada «tipo Cogotas» y «Proto-Cogotas».

Cerámica hallada en la superficie de la cuenca del Trabancos
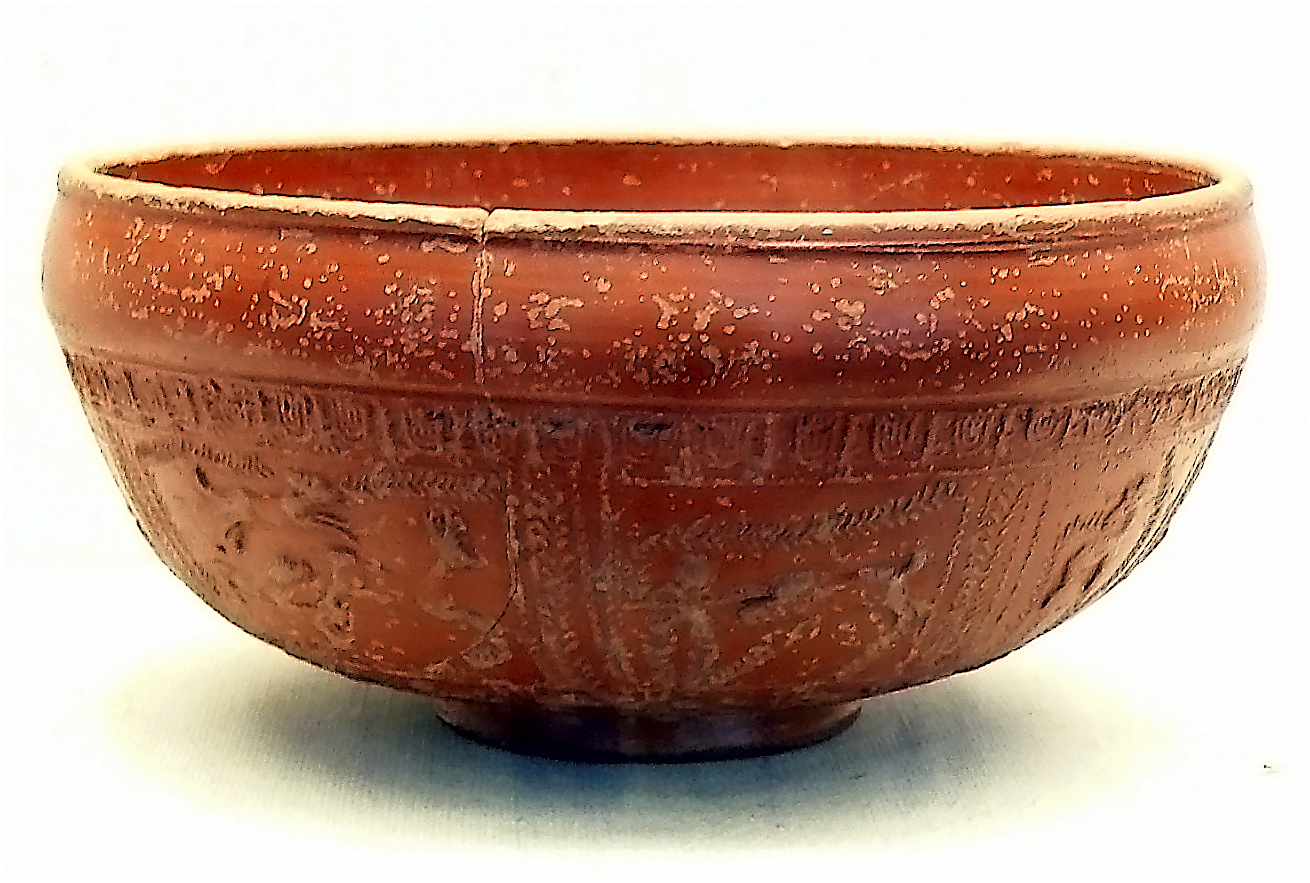
Terra sigillata de Pollos.
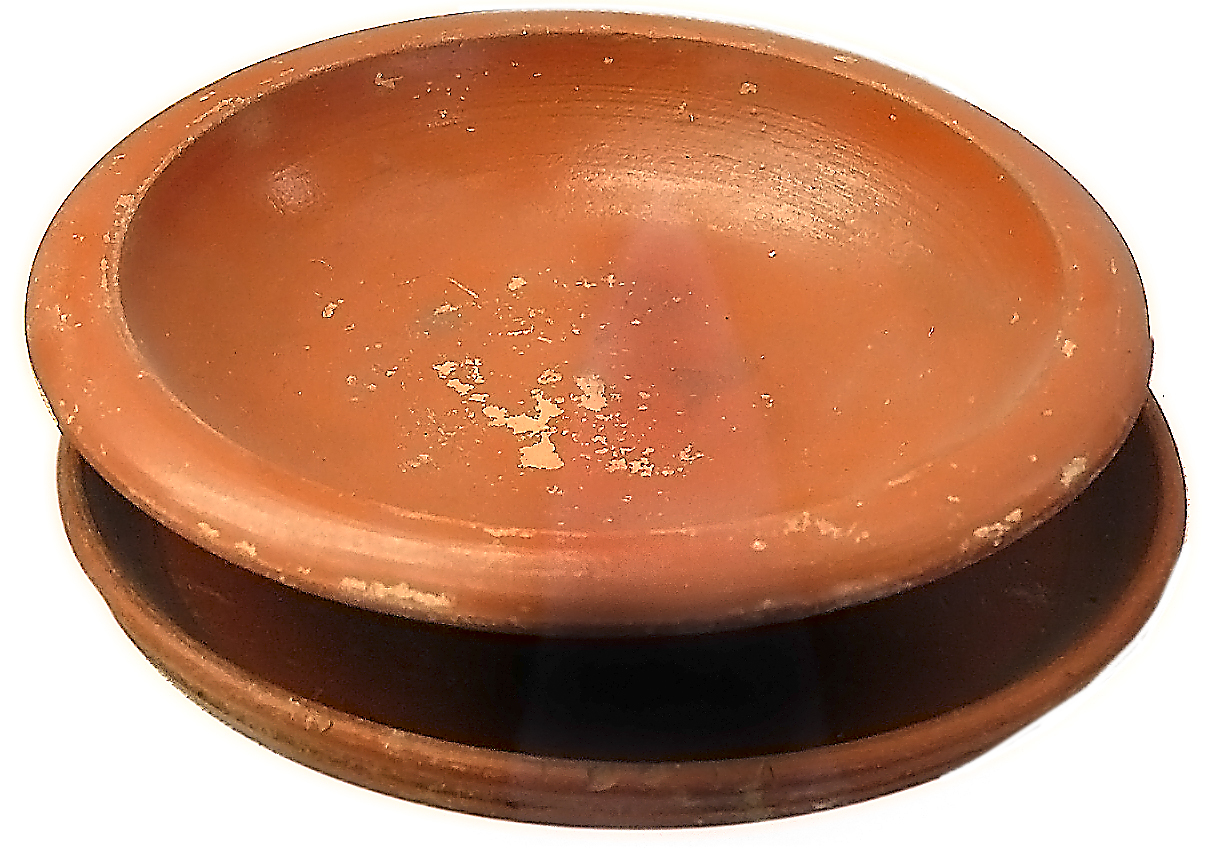
Plato romano de Nava del Rey.

### Época romana
Los romanos debieron llegar a esta zona en el siglo II a. C., con las campañas de Lucio Lúculo (152 a. C.), pero esta zona quedó al margen de los episodios principales, así como de la creación de municipios y vías más importantes (las más cercanas eran: por el este, la que seguía el río Eresma por Cauca/Coca y Nivaria/Matapozuelos, hasta Septimanca/Simancas, es la llamada Vía XXIV; y, por el oeste, la Vía de la Plata). No obstante se sabe que en la localidad vallisoletana de Castrejón había una aldea o vicus, que probablemente sea de origen prerromano. De hecho, la etimología de la palabra Trabancos sugiere un nombre anterior a la ocupación romana. Siguiendo en Castrejón, en lo que se conoce como pago de Lavachicha aparecieron restos de Terra Sigillata Hispánica y las excavaciones arqueológicas de los años ochenta exhumaron restos de una necrópolis tardorromana o, tal vez, visigoda. Restos muy parecidos de cerámica tardorromana, pero solo de superficie, se han encontrado en Carpio. Nava del Rey es otro de los municipios que cruza este río en los que se han hallado restos superficiales de Terra Sigillata Hispánica, además de un fragmento de plato con barniz rojizo muy similar al que usaban los legionarios romanos en campaña (estos tres municipios son de la provincia de Valladolid: Mañanes, op. cit, páginas 72-73 y 82).

### La Edad Media
Todavía en la Edad Media, esta siguió siendo una zona de poco interés. No existen documentos escritos sobre este territorio hasta el siglo XII. Se sabe que los árabes asentaron a sus aliados bereberes en el valle del Duero, entre los años 711 y 740. Pero la mayoría de estos muladíes abandonaron el lugar por una durísima sequía habida entre los años 750 y 753. Solamente los núcleos más importantes sobrevivieron (Medina del Campo, Olmedo, Alcazarén, Tordesillas, etc). Durante la conquista cristiana se puso poco énfasis en repoblar estas tierras, pues era esencial para los monarcas consolidar zonas más estratégicas: en el siglo XI era prioritario el sur del Sistema Central, por eso, la Tierra de Medina del Campo se dejó para el siglo XII.
Sin embargo, el profesor de la Universidad de Valladolid, Tomas Mañanes, investigando los valles del Trabancos y del Guareña, encontró numerosos torreones defensivos o Torrejones (según la denominación local) que databan del siglo XI, es decir, anteriores a la repoblación oficial. Concretamente, fueron atestiguados más de diez estructuras defensivas, de diferente tamaño en el curso del Trabancos por la provincia de Valladolid.

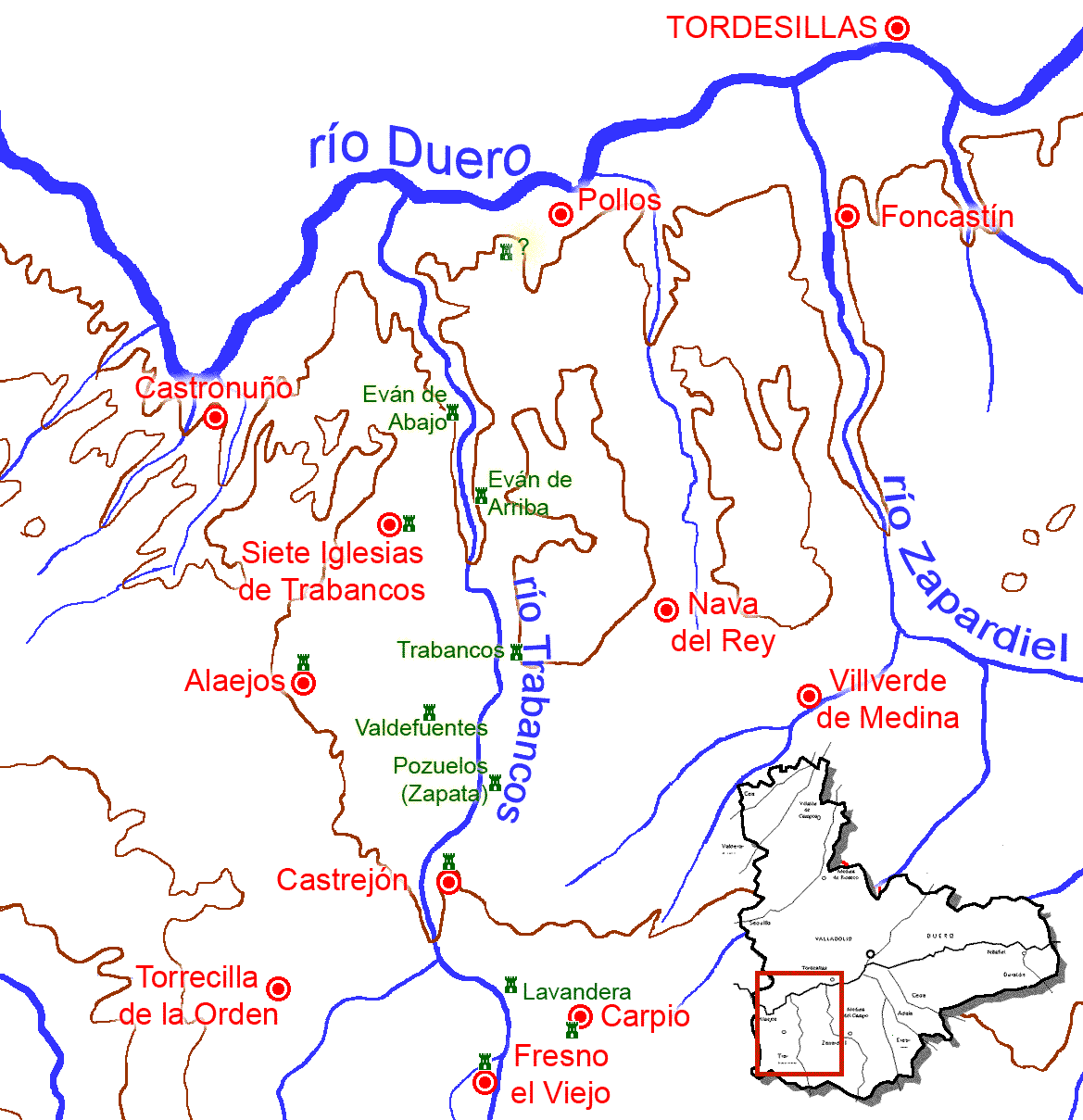
Distribución de las fortalezas medievales de la frontera entre los reinos de Castilla y de León en el.

Casi todos estos torrejones están en lugares ya despoblados (excepto los de Castrejón y Alaejos, ambos convertidos en castillos, más adelante). Eran estructuras relativamente sencillas, cuadradas u ovales, con varios pisos, todo hecho de cal y canto, a veces con ladrillo. Se pueden distinguir al menos dos categorías: por un lado las pequeñas atalayas de vigilancia, aisladas de los poblamientos humanos, y los pequeños castillos, ubicados en aldeas campesinas, muchas de las cuales hoy están despobladas. La similitud tipológica de estos edificios y la distancia entre ellos (ideal para una comunicación visual), ha hecho pensar a este investigador que se trata de una línea fronteriza entre los reinos de León y Castilla (en Salamanca hay una localidad llamada Zorita de la Frontera en recuerdo de aquellos tiempos). Estas fortalezas se reforzaron en los siglos XII y XIII debido a las disputas entre ambas coronas; pero parecen ser más abundantes en la parte castellana (el Trabancos) que en la leonesa (el Guareña). Esto se interpreta como un síntoma de la cierta independencia de la milicia concejil de la Comunidad de villa y tierra de Medina del Campo, que necesitaba defenderse por sí sola, mientras que la zona leonesa hubiera contado con la ayuda de las tropas reales y los caballeros de la orden del Hospital de Jerusalén (Ruiz Asencio, 1986, página 150), afincados en Castronuño y Torrecilla de la Orden.
Como hemos indicado al comenzar las referencias a la Edad Media, a pesar de ser una frontera fortificada desde el siglo X, no cobró importancia hasta el siglo XII. El rey Alfonso VII de Castilla (1126-1157), dispuso una serie de cambios territoriales internos que conllevaban el trasvase de tierras leonesas a la corona de Castilla: concretamente, la Tierra de Campos (al norte del Duero), una zona entonces muy valiosa por su riqueza, y el alfoz de Medina del Campo (al sur del Duero), zona pobre y escasamente poblada, aunque de cierto valor estratégico en referencia a la defensa de los pasos del Duero. Mientras la unión dinástica de ambos reinos fue efectiva, poco importaba a quién pertenecieran estas comarcas, pero, al morir Alfonso VII y dividirse los reinos entre sus hijos, se iniciaron las continuas disputas por su control, especialmente de Tierra de Campos, pero, secundariamente de la Tierra de Medina del Campo.
La guerra se agravó entre 1178 y 1181. El alfoz leonés de Toro era muy agresivo, gracias a la fortaleza de Castronuño, teniendo lugar, incluso, una cruenta batalla a orillas del propio Trabancos. Nos referimos a 1179, cuando leoneses y castellanos se enfrentaron a las puertas de la fortaleza de Cast'cam (Castrejón) a raíz de la cual se firmó la paz entre Alfonso VIII de Castilla y Fernando II de León. En realidad la paz se consumó en el año 1183, habiendo acampado el rey castellano en cercanías de Carpio y el leonés en la población de Fresno el Viejo, ambos municipios de la provincia de Valladolid (Ruiz Asencio, op. cit. página 148).
A la muerte de Fernando II se reanudan las reyertas (con una pequeña tregua gracias al matrimonio de Alfonso IX de León con su sobrina Berenguela de Castilla en 1204), pero el enlace fue anulado por el papa debido a la consanguinidad de los cónyuges. Por fin, la corona de ambos reinos volvió a una sola cabeza, la del rey Fernando III.
Todo este proceso provocó, como es lógico, la fuerte militarización de las fronteras castellanoleonesas y el refuerzo de las fortalezas del río Trabancos, con algunos castillos que penetraban hacia el oeste, como el de Alaejos. Paradójicamente, las guerras aumentaron el valor de estas tierras y por primera vez comienzan a aparecer documentos escritos sobre sus asentamientos en los archivos de las catedrales de Zamora, Salamanca y Segovia: Siete Iglesias de Trabancos en 1178, Alaejos (Falafeios) en 1167 y 1180, Eván de Arriba, Eván de Abajo, Valdefuentes y El Pedroso (actualmente despoblados), junto con Nava del Rey en 1265, etc.
Esta última fecha, 1265, corresponde a un documento recogido en el Libro de Préstamos de la catedral de Salamanca, que es el resultado de una nueva pugna, esta vez eclesiástica, por un territorio que hasta hacía bien poco había sido poco menos que despreciado. Estamos hablando de la lucha entre las diócesis de Salamanca y Segovia por la posesión de las parroquias al este del Trabancos. Salamanca había aprovechado las luchas fronterizas para apropiarse de localidades del alfoz de Medina del Campo provocando una situación paradójica, pues esta tierra era castellana, y Salamanca pertenecía a la corona de León. De hecho, los salmantinos crearon nuevas parroquias, como la de Siete Iglesias de Trabancos en 1167 y la de Alaejos en 1185.
Paradójicamente, este riachuelo sin apenas caudal —salvo excepciones— fue, un tiempo, de importancia estratégica para la Tierra de Medina del Campo y, aún, para la "Extremadura Castellana", sin embargo, su patrimonio arqueológico está desapareciendo tan deprisa que solamente gracias a las investigaciones publicadas hay constancia de ellos.

## ZEPA de Tierra de Campiñas

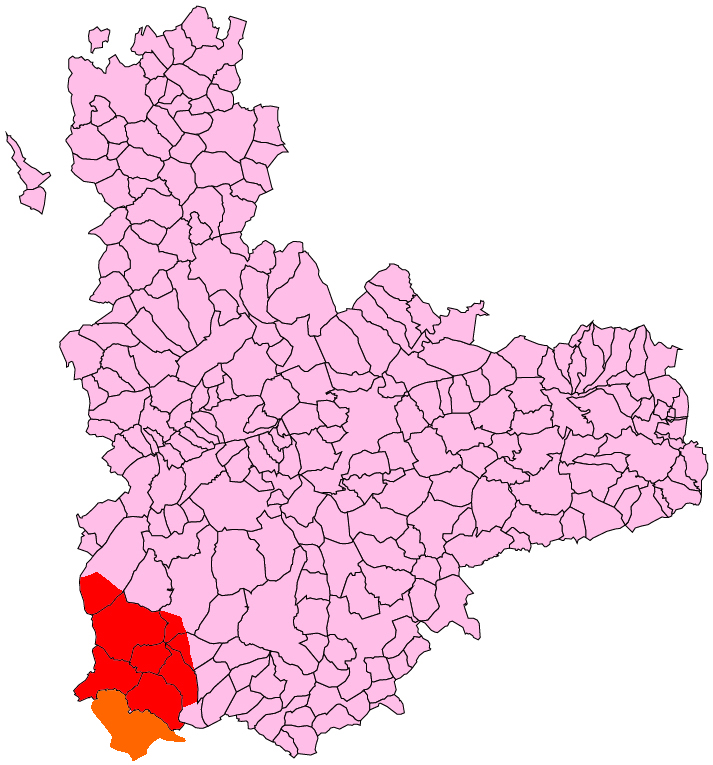
Área de extensión de la ZEPA Tierra de Campiñas. En rojo la zona correspondiente a la provincia de Valladolid, en naranja las zonas de Salamanca y Ávila.
Para más detalles pulsar en la figura.

El curso medio y final del río Trabancos ha sido incluido en la ZEPA Tierra de Campiñas (Zona Especial de Protección para las Aves), aunque también afecta a una porción de los cursos de los ríos Guareña, por el oeste, y Zapardiel, por el este. Es la ZEPA más grande de Castilla y León, pues alcanza casi 140 000 hectáreas, incluyendo el Campo de Peñaranda (en Salamanca), La Moraña (en Ávila) y, sobre todo, gran parte de la Tierra de Medina del Campo. En realidad, el 73 % del territorio de esta ZEPA corresponde a la provincia de Valladolid.
Toda esta área está fuertemente antropizada, de modo que el 97 % es terreno explotado por el ser humano, especialmente llanura cerealista y regadío. Tan solamente un 3 % del terreno son hábitats de interés, muy repartidos. Destacamos los pastizales, los linderos y “perdidos”, los pequeños pinares y encinares, los baldíos de matorral halófilo. Hay numerosas lagunas esteparias, estacionales y en precario estado, así como alguna zona del Trabancos que todavía es capaz de desarrollar un hábitat de agua dulce.
La ZEPA Tierra de Campiñas destaca, especialmente, por la concentración de avutardas, con más de 2000 ejemplares; además, es el mayor núcleo reproductor de Ortegas (Pterocles orientalis) de Castilla y León (con más de 200 parejas). También es la zona de invernada de Milano real (Milvus milvus) más importante de España, alcanzando los 1500 ejemplares.
Pero, asimismo, hay numerosas rapaces protegidas; las más abundantes son el Aguilucho Cenizo (Circus pygargus, 50 parejas) y el Cernícalo primilla (Falco naumanni, casi 150 parejas), pero hay halcones, azores, ratoneros, lechuzas, etc.
La población de sisones (Tetrax tetrax), con ser fundamental, parece estar disminuyendo. Se han contabilizado cerca de 100 ejemplares nidificantes, pero más de un millar en invernada. No podemos citar todas las especies protegidas en esta ZEPA, pero, es un lugar de paso migratorio e invernada y, al ser colindante con el espacio protegido Riberas de Castronuño (Valladolid), es frecuentado por muchas aves acuáticas (grullas, ánsares…), algunas de las cuales, incluso, aprovechan las lagunas para nidificar si el invierno es húmedo.
No podemos dejar de recordar las numerosas especies cinegéticas, de las que la perdiz roja (Alectoris rufa) es la reina indiscutible.

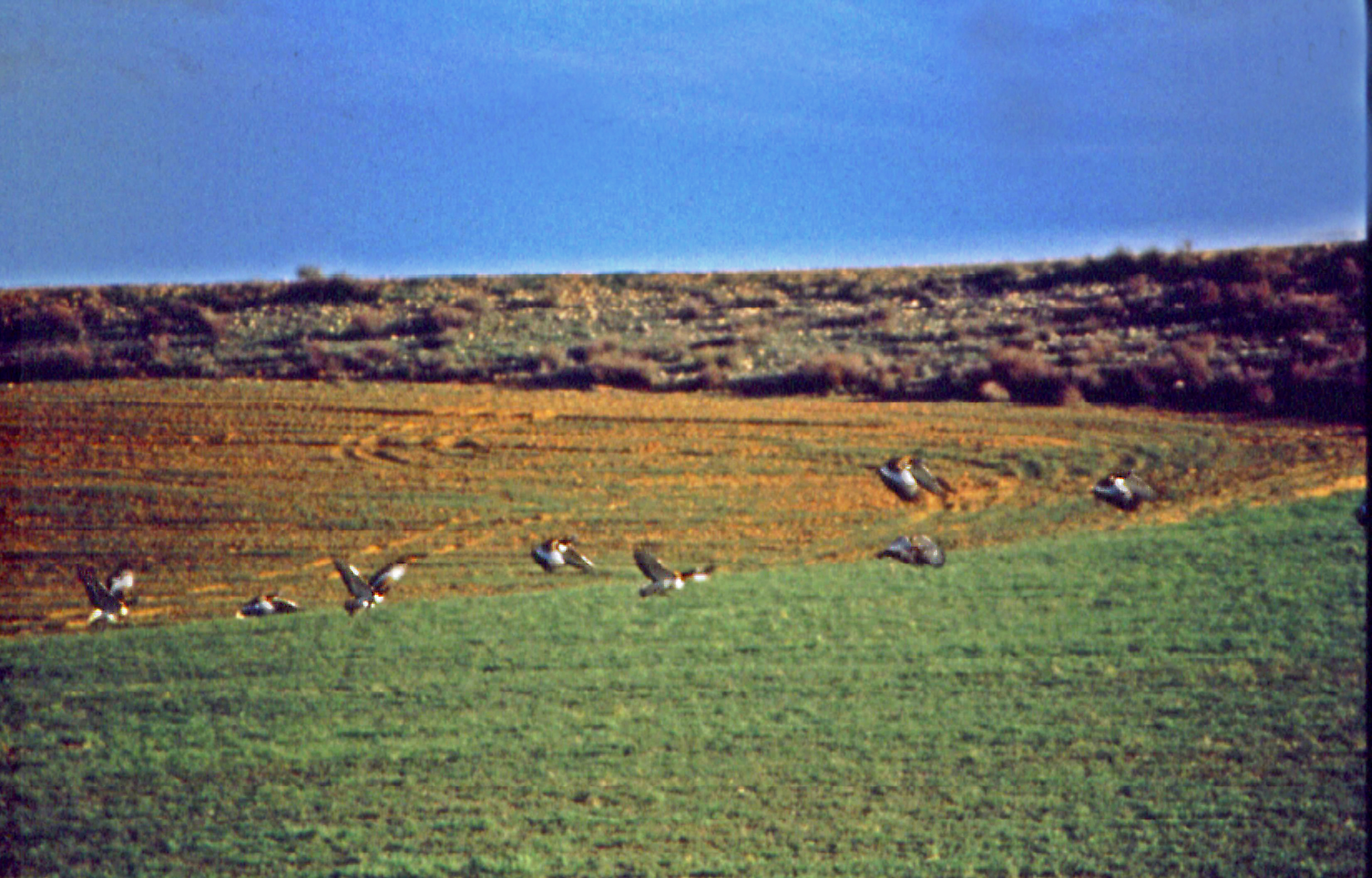
Avutardas en Alaejos.
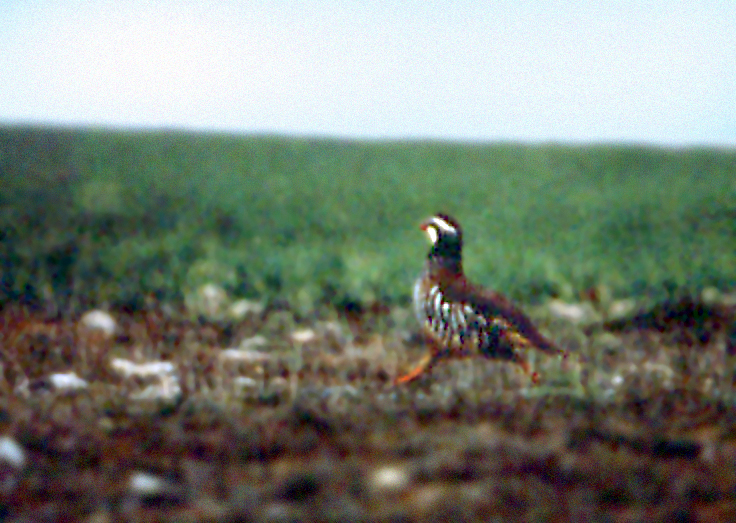
Perdiz roja corriendo.
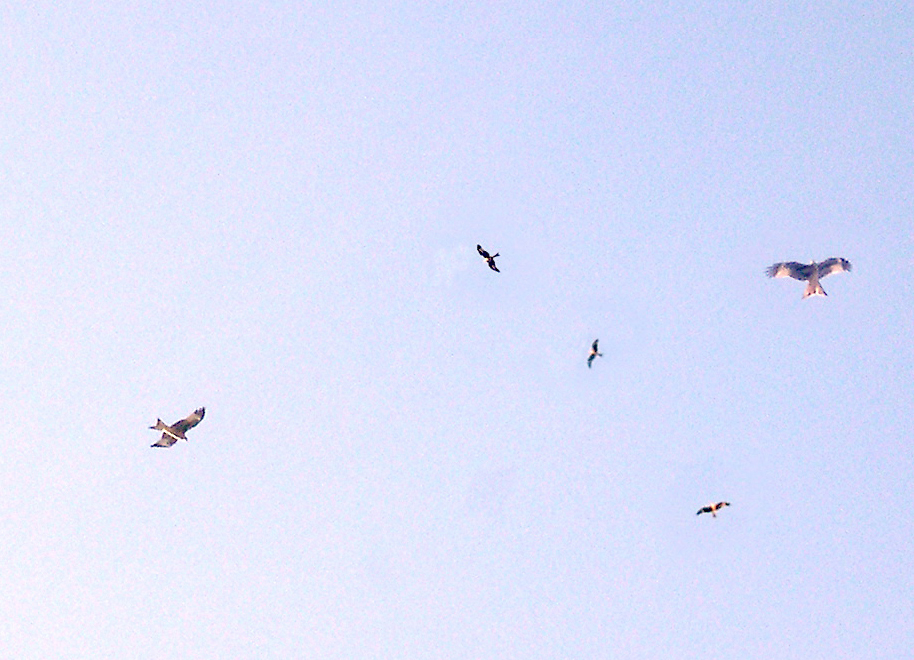
Milanos concentrándose para la invernada.
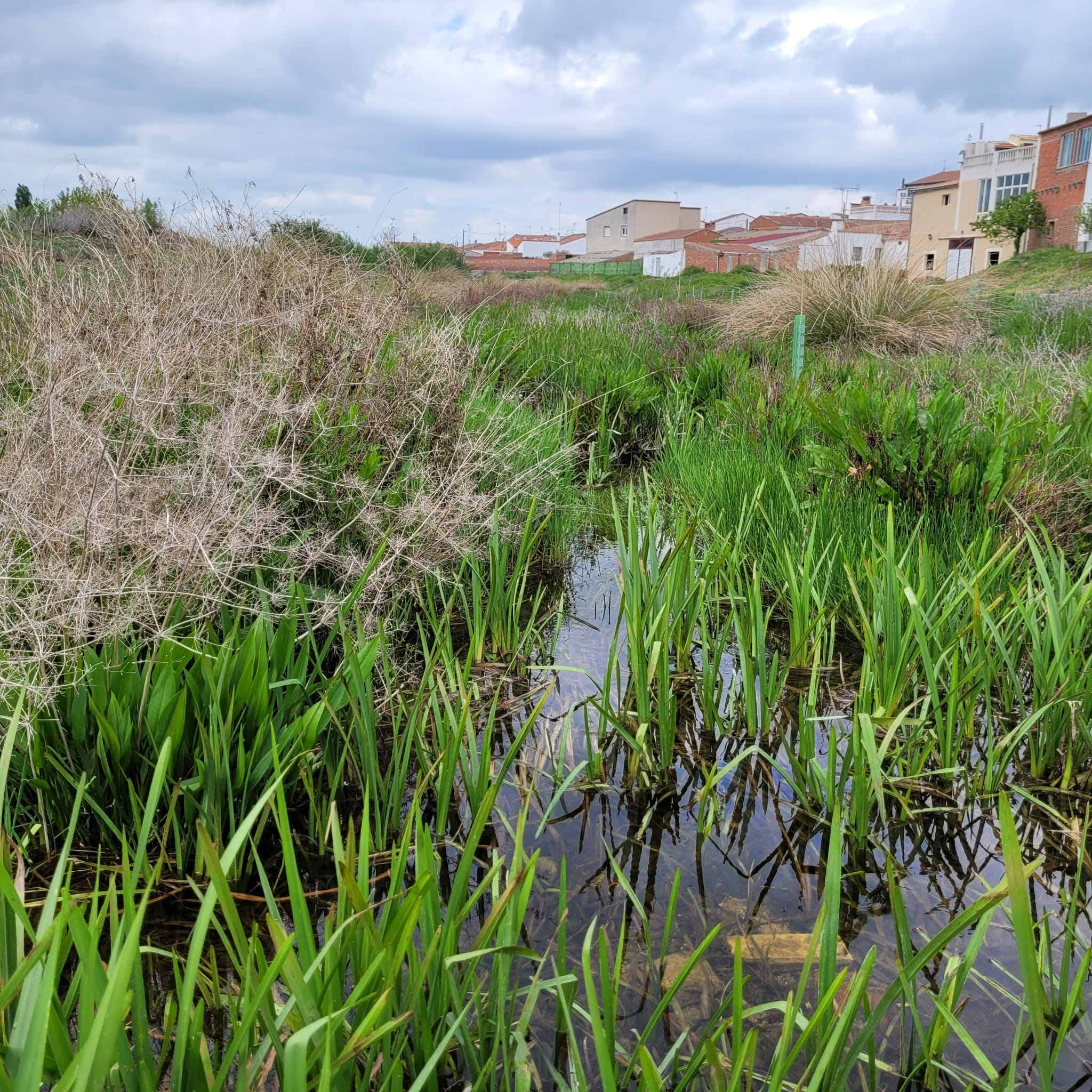
Río Trabancos a su paso por Horcajo de las Torres dentro de la zona ZEPA

- Se puede obtener información especializada en La ZEPA Tierra de Campiñas en PDF